# Nazionale femminile di pallavolo dell'Italia 2011
Seguono le partite della stagione 2011 disputate dalla nazionale di pallavolo femminile dell'Italia.

## Partecipazioni
- Montreux Volley Masters (torneo amichevole): 7º posto
- Copa Internacional (torneo amichevole): 3º posto
- World Grand Prix: 7º posto
- XXVI Universiade: 10º posto
- Campionato europeo 2011: 4º posto
- Coppa del Mondo 2011: 1º posto